# فقمة الفراء الشمالي
فقمة الفراء الشمالي هي نوع من عجل البحر تعيش شمال المحيط الهادئ، بحر بيرنغ وبحر أوخوتسك.